# Zielona Góra Stary Kisielin
Zielona Góra Stary Kisielin – stacja kolejowa w Zielonej Górze, w dzielnicy Stary Kisielin, w województwie lubuskim. Stacja z dwoma jednokrawędziowymi peronami (przed modernizacją linii peron 2 był dwukrawędziowy) zlokalizowana jest na linii nr 273 łączącej Wrocław ze Szczecinem.
W grudniu 2018 stacja zmieniła nazwę ze Stary Kisielin na Zielona Góra Stary Kisielin.

## Wymiana pasażerska
| Rok  | Wymiana pasażerska na dobę |
| ---- | -------------------------- |
| 2017 | 20-49                      |
| 2022 | 50-99                      |